# 波兰十月事件
波兰十月事件（波蘭語：Polski październik），简称十月事件，是1956年发生在波兰的重要政治事件，其直接原因是赫鲁晓夫掌权后全面否定斯大林所导致的苏东集团政治局势与意识形态动荡。一些社会学家也将十月事件定义为波兰十月革命，因为尽管该事件在激进程度上不如稍后发生的1956年匈牙利革命，但它对苏东集团以及苏联与其中东欧卫星国之间的关系或许造成了更加深远的影响。
1956年波兰人民共和国发生政治洗牌，随着3月份波共领导人博莱斯瓦夫·贝鲁特的逝世，党内斯大林派失去了最有力的靠山。此时距离赫鲁晓夫接任苏共第一书记并对斯大林发起全面批判已经过去了三年，而6月份爆发的波兹南事件则进一步动摇了党内保守派的势力。进入10月，哥穆尔卡领导的改革派开始掌权。经过短暂且紧张的谈判后，苏联允许哥穆尔卡继续担任波共总书记并做出数项让步，这给波兰政府带来了更大的自主权。
该事件在波兰国内带来了短暂的体制改革和自由风气，然而随着勃列日涅夫政变夺权，哥穆尔卡为求自保开始政治倒车，全面自由化的希望落空，专制与有限主权再次成为了常态。尽管如此，斯大林主义的时代已经告终。

## 背景
哥穆尔卡上台是由多种因素造成的。1953年约瑟夫·斯大林的去世与随着而来的去斯大林化和赫鲁晓夫解冻引发了整个东方集团关于基本问题的大讨论。
1955年夏，第五届世界青年与学生联欢节在华沙举行。该项目原本是向西欧及亚非拉的共产主义者宣传东欧共产主义建设成就的一次大型联谊活动，吸引了数十万波兰观众来到华沙观看为期五天的戏剧和歌舞表演。然而，对波兰人来说一个更大的看点是外国人，他们中许多来自西欧。然而与当地波兰人形成鲜明对比的是，尽管他们有着相似的文化，但显然更加富裕和开放。许多波兰人深受打击，意识到十年来政府宣传的反西方言论是错误的。波兰人、德国人、匈牙利人、捷克人和其他来自共产主义集团的人积极地相互交往。随着越来越多异国游客的到来，波兰人也在城市各处的私人公寓中展开社交活动。大学生甚至与外国人举行辩论会，而这些人中许多并非共产主义者:446–448。
1956年2月的苏共第二十次代表大会后，新任第一书记尼基塔·赫鲁晓夫发布名为“关于个人崇拜及其后果”的秘密报告，对苏联和其他共产主义国家产生了重大影响。在波兰，除了批判个人崇拜，热门辩论话题主要集中在波兰是否有权走上更独立的“适应性、民族性社会主义”道路，而不是在细枝末节上照搬苏联模式，例如许多统一工人党成员开始批评斯大林在大清洗期间对波兰共产党员的处决。此外，1953年波兰高级情报官员约瑟夫·斯维亚托的叛逃与其在华盛顿举行的国际新闻发布会让华沙当局颜面尽失，同时使得公安部，也就是波兰的秘密警察遭到削弱。因此，当1956年3月波共第一书记（被称为“波兰的斯大林”）博莱斯瓦夫·贝鲁特在莫斯科意外去世的消息传来后，统一工人党内部各派系之间的竞争骤然加剧，波兰社会的局势也日益紧张，最终引发了波兹南事件。
波兰统一工人党秘书处决定将赫鲁晓夫的讲话向波兰民众公开，这在东欧集团中是绝无仅有的。贝鲁特的继任者抓住赫鲁晓夫对斯大林主义发起谴责这个机会，向大众展示他们与斯大林主义一刀两断的决心和发起民主改良的意愿。

## 抗议与骚乱
1956年3月底至4月初，在改革派控制的政治局和书记处的鼓励下，波兰全国各地开始密集召开党组织会议，参与者数以万计，取得了超乎预期的成功。波兰的政治气氛逐渐松动，越来越多的人开始讨论一些以往被视为禁区的话题，如波共政权的合法性，斯大林主义的罪行，日益获得民众支持瓦迪斯瓦夫·戈穆尔卡的被捕，以及苏波关系中积存的问题，包括苏军北方集群在波兰的长期驻扎、苏德瓜分波兰、卡廷大屠杀和苏联对华沙起义提供的有限支持等。民众要求立即召开新一届党代会并希望民选瑟姆能在其中发挥更大的作用，同时还提出要保障公民的个人自由。书记处对事件发展超出预期感到震惊，为了缓解过热情绪，决定撤销原本打算对公众发表的讲话。

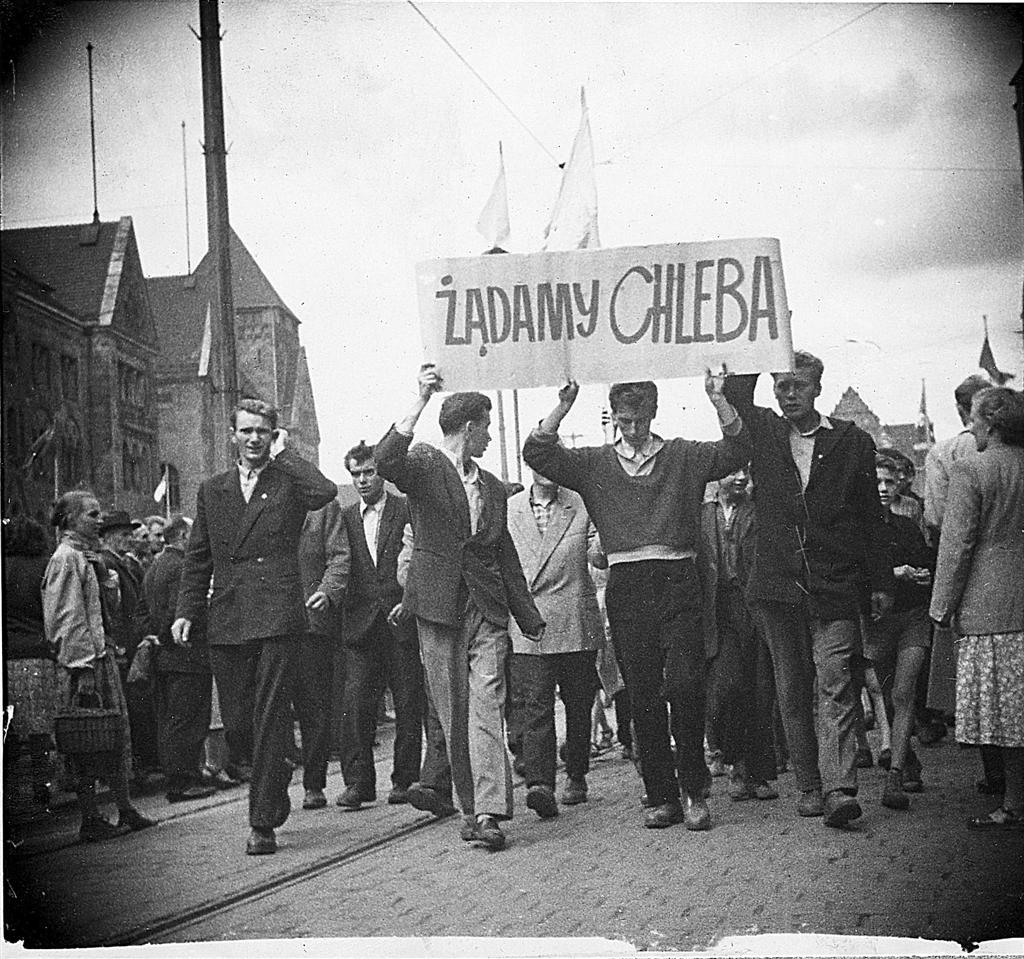
波兹南的抗议者高举标语“我们要面包”

6月，波兹南发生骚乱，数万名工人们走上街头，抗议食品和消费品短缺、住房条件恶劣、实际收入下降、与苏联的贸易关系以及经济管理不善等问题。波兰政府最初将抗议者统统打上“外国特务、反革命分子和帝国主义特工”的标签，出动军警坦克实行暴力镇压，导致57至78人死亡，主要为抗议者，此外还有数百人受伤或被捕。不过党内高层很快意识到此次骚乱已经唤醒了波兰民族意识，决定修正之前的判断。官方态度因此由强硬转为缓和，同意涨薪50％，并作出经济与政治体制改革的承诺。
波兹南爆发的抗议活动并非孤例，而只是波兰各地骚乱中规模最大的一次。当年秋天，社会抗议活动再次爆发。11月18日，骚乱者摧毁了比得哥什的民兵总部和无线电干扰设备，12月10日，什切青的抗议人群袭击了当地公共建筑，包括监狱、国家检察官办公室、民兵总部和苏联领事馆。波兰全国各地对秘密警察的声讨愈演愈烈，人民要求解散公众安全局并追责工作人员，还要求揭露秘密警察在民间安插的眼线，可疑的人员经常遭到民众袭击。许多地区人群聚集在秘密警察总部外，高喊敌对口号并打碎窗户。波兰全国的数百个城镇举行了公开集会、示威和街头游行，这些活动通常由地方党支部、地方当局和工会组织。然而，受到民众情绪裹挟，官方常常失去对局面的控制。暴怒的人群采取激进行动，这导致了街头骚乱以及与警察和其他执法机构的冲突。10月19日至21日波兰统一工人党中央委员会“八中全会”会议期间及会后，街头抗议运动达到顶峰并一直持续到年底。宗教情绪也在此时到达高潮，人们唱起了赞美诗，要求释放之前因反对当局而被逮捕的斯特凡·维辛斯基并恢复其主教的职务。民族主义常常是人们被动员起来的主要动力，其在公共集会中也占据主导地位，人们聚集在一起唱国歌和其他爱国歌曲，要求象征着波兰民族的白鹰标志回归国旗和军服的设计，并抨击波兰对苏联及其军队的高度依赖。他们要求俄国人归还在二战中瓜分的波兰领土，对卡廷大屠杀做出解释，并取消学校里的俄语课程。10月的最后十天，波兰人鄙视的红军纪念碑遭到破坏；红星从房屋、工厂和学校的屋顶上被拉下来；红旗被毁；将纳粹德军赶出波兰的苏军指挥官康斯坦丁·罗科索夫斯基元帅的肖像也难逃污损。有人试图强行闯入苏联公民家中——其中大部分位于下西里西亚，那里是许多苏军的驻地。然而，与匈牙利和波兹南的抗议者不同，这些反对活动在政治诉求和实际行动上有相当的分寸，并没有完全针对共产主义制度。而波共当局也未有像6月那样受到公开和明确的挑战，六月起义中盛行的反共口号，例如“我们想要自由选举”、“打倒共产党独裁”或“打倒共产党”在新一轮抗议中并不流行。此外，党委没有受到直接攻击。

## 领导层的变动

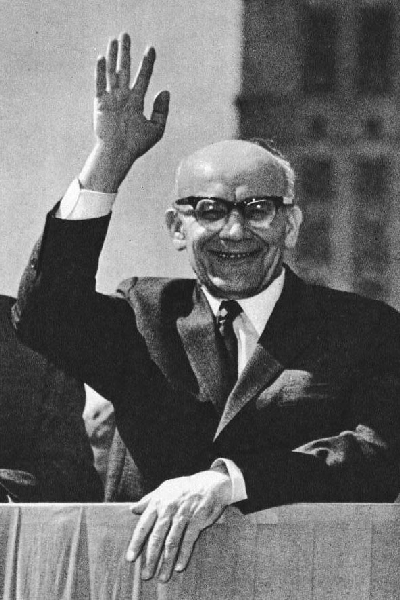
瓦迪斯瓦夫·哥穆尔卡

1956年10月，党的第一书记、波兰总理爱德华·奥哈布在统一工人党八中全会上提名瓦迪斯瓦夫·哥穆尔卡接替他的党内职务。戈穆尔卡曾于1943至1948年间担任波共第一书记，属于温和派，因此其被以贝鲁特为首的斯大林主义强硬派批为“右翼民族修正主义”遭到罢黜并在1951年入狱。哥穆尔卡的复出是波共两派都可以接受的结果：主张制度自由化的改革派和意识到需要妥协的强硬派。哥穆尔卡坚持要求掌握能够推行改革的实权，他提出将曾动员军队镇压波兹南工人的苏联元帅罗科索夫斯基从波共政治局和国防部里除名，奥哈布表示同意。波兰领导层依靠着军队和内务安全部队的支持，将哥穆尔卡与他的几个亲信送入了政治局，并任命他为新任第一书记。由于没有斯大林主义的丑闻缠身，哥穆尔卡获得了波兰民众的接受，但却在莫斯科方面遭受了相当的怀疑。
苏联领导层警惕地审视正在波兰发生的事件，尽管其本身也在去斯大林化，但波兰公众期望的进一步民主改革对苏共来说是不可接受的。莫斯科相信东欧集团任何一个国家的资产阶级自由化都可能导致共产主义制度的毁灭与苏联在整个地区影响力的崩溃。除了在政治上对改革的担忧，苏联还关注其经济影响，之前为了尽快实现经济一体化，苏联对东欧集团的大部分地区进行了巨额注资，例如向波兰工业提供资金并作为波兰的主要贸易伙伴。苏联指导和购买波兰制造的产品，随后向其出口后者已不再生产的物件。这种一体化意味着一个国家的任何改革，无论是政治上的还是经济上的，都会对另一个国家产生巨大影响。正是由于这种捆绑，波兰在经济上不可能独立，该国长期以来被迫依赖苏联，完全脱离这套体系对其来说是灾难性的。因此，波苏两国在博弈的不同方面都握有至关重要的能量。前者可以在地缘政治上与风起云涌的匈牙利民主运动相呼应，威胁苏联的东欧霸权，而后者能彻底摧毁波兰的经济。因此，波兰政府的任何改革都必须照顾到苏联的要求，但同时苏联也不得不承认波兰是一个关键的伙伴。
苏共中央委员会委派了一个高级代表团前往波兰，试图阻止政治局里的亲苏成员（主要指罗科索夫斯基）被开除。这个代表团由赫鲁晓夫亲自带领，成员包括阿纳斯塔斯·米高扬、维亚切斯拉夫·莫洛托夫、拉扎尔·卡冈诺维奇和伊万·科涅夫。谈判过程非常紧张，波兰与苏联军队都处于警戒状态，且双方都在进行完全不加掩饰的威慑性军事演习，甚至在苏联代表团正式抵达之前，驻扎在波兰的武装部队（包括两个装甲师）就已离开基地向华沙进发，最终停在距离波兰首都不到一百公里的位置。
波兰领导层表示共产主义的面貌必须更加民族主义化，苏联不能再对波兰人民直接加以控制。
赫鲁晓夫的讲话成了波兰改革最重要的理据，在斯大林时期，莫斯科能将对苏友好的俄罗斯和波兰人直接安插在华沙的重要岗位上，而由于赫鲁晓夫对斯大林主义的严厉批判，其无法效仿前任再对波兰进行明目张胆的干涉。波兰领导层意识到到民众的普遍意愿，因此阻止苏联对波兰的直接控制，但同时也需保证提出的要求不致使本国脱离东方集团体系。哥穆尔卡要求增加自主权并允许进行一些体制改革，但也向苏联保证，改革是内部事务，波兰无意放弃共产主义或与苏联的任何条约。另一方面，赫鲁晓夫上台后与毛泽东的分歧日益加深，后者对苏共二十大上反斯大林主义的报告感到不满，同时在波兰事务上不断给苏联施压，批评其调动军队的行为是“大国沙文主义”，要求立即满足波方提出的合理要求。除此之外，苏联还需应对匈牙利日渐高涨的局势。
最终在磋商后赫鲁晓夫确信哥穆尔卡不会改变共产主义的基本制度，他撤回了对波兰的入侵威胁并同意做出妥协，波共第一书记将继续由哥穆尔卡担任。根据赫鲁晓夫在回忆录中的描述，在亲自与这位新任第一书记对峙后，他命令苏联军队就地停止前进，而哥穆尔卡当时处于激动状态，“要求”苏军返回基地，不然“可怕且不可逆的事情就会发生”。不过赫鲁晓夫声称他从未反对过哥穆尔卡掌管波共，并在后者出狱后就期望其能升任最高职位。
领导层的立场使得10月份之社会抗议在政治层面上相对温和，同样起关键作用的是民族主义情绪，其于6月份达到高潮，而却在10月受到了抑制。哥穆尔卡及其支持者反抗入侵的强硬态度与苏联迫在眉睫的军事威胁改变了统一工人党的社会形象。过去他们被视为外国利益集团俯首帖耳的仆从与傀儡，是波兰民族的叛徒，而随着局势的发展这个执政党成为了反苏民族国家的一部分。哥穆尔卡主要不是作为一名共产主义领袖，而是争取祖国独立的英雄受到了社会绝大多数人的热烈支持，他成为了一种国家主权的象征。在数千场集会上，人群热情地高呼哥穆尔卡的名字和各种反苏口号：“罗科索夫斯基滚回苏联”、“打倒俄罗斯人”、“哥穆尔卡万岁”和“我们想要自由的波兰”。
戈穆尔卡的反苏倾向在整场事件的宣传中有所夸大，但他在1948年反斯大林主义的路线以及随后多年之监禁背书了其在大众认知里的新形象。波兰共产主義者也因此意外发现自己被推到了民族解放运动的最前方。人民对哥穆尔卡的广泛支持加强了波兰共产主义制度的合法化，将群众的民族主义与反苏情绪纳入了现行的权力结构中。匈牙利的社会抗议摧毁政治体系，但在波兰它反过来加强后者。

## 后果
1956年10月19日至22日期间波兰发生的事件通过自由欧洲电台的新闻与评论为匈牙利人民所知晓。在布达佩斯爆发了支持哥穆尔卡的学生示威，要求匈牙利也进行类似的改革，成为引发1956年匈牙利革命的导火索之一。而次月匈牙利的骚乱也的确分散苏联高层注意力，确保了波兰十月事件的成功。
哥穆尔卡在公开演讲中批判了斯大林主义带来的苦难，并承诺进行社会民主化改革，波兰社会各界对此反应热烈。至11月中旬，哥穆尔卡在与苏联的谈判中取得实质性成果，包括取消波兰现有债务、获得新的优惠贸易条件、放弃苏联强加于波兰的低效农业集体化政策，以及许可放宽对罗马天主教会的限制。12月随着驻军地位协议签订，苏军北方集群（驻波苏军）的地位最终确定。
十月事件后，罗科索夫斯基和许多其他苏联“顾问”离开了波兰，这表明莫斯科方面愿意给予波共当局更多的独立性。波兰政府随后平反了许多斯大林时代的受害者，并释放了一批政治犯，其中就包括红衣主教斯特凡·维辛斯基。1957年波兰的立法选举增加了参政党与独立候选人的数量，特别是后者的当选席位几乎翻了一倍，过程相较1952年也自由得多，尽管按照西方标准仍不被认为是公正的民主选举。
然而，由于哥穆尔卡不能，其实也不想摆脱共产主义制度或苏联的统治，他最多只能引领波兰拥有更大程度上的独立和一套“波兰民族共产主义”。因为苏联人愿意承认这种收敛的野心与局部的改革，有限的波兰革命才得以取得成功，而出于同样的原因，性质相同但更加激进的匈牙利革命遭到了镇压。诺曼·戴维斯将该事件的影响总结为波兰从傀儡国转成附庸国；雷蒙德·皮尔逊（Raymond Pearson）同样指出波兰在自主权方面从苏联的殖民地变为了自治领。
哥穆尔卡承诺走一条更符合民族传统和国情的“波兰社会主义道路”，许多波兰人因此将1956年的戏剧性对抗解读为专制制度终结的前兆。然而，刚上台时因社会改革，被乐观地称为“哥穆尔卡解冻”，而广受欢迎的新任波兰领导人依然逐渐软化了其对苏联压力的反对态度，20世纪50年代末波兰发生重大政治变革的希望在60年代被日益幻灭所取代。最终哥穆尔卡未能实现他借此机会挽救波兰共产主义（或社会主义）事业的目标。
社会風氣变得較為自由開放（如波兰电影学派的一系列成就与《灰烬与钻石》等争议电影的推出），公民社会开始发展，但这种半心半意的民主化对波兰人民而言仍如隔靴搔痒。至1968年的政治危机发生时，哥穆尔卡解冻早已结束，政府军与抗议者之间的暴力冲突进一步加剧了波兰社会的紧张局势。日益严重的经济问题和社会之普遍不满最终导致哥穆尔卡在1970年的十二月事件中被免职——讽刺的是当时的情形与1956年助其上台的抗议活动别无二致。
在定义方面，一些社会科学家，如兹比格涅夫·布热津斯基和弗兰克·吉布尼，将波兰发生的变化称为一场革命，尽管该事件不如匈牙利的革命那么引人注目，但可能对东方集团产生了更为深远的影响。牛津大学歷史學教授提莫西·阿什称波兰十月革命是团结工会崛起前波兰战后历史中最重要的事件，而伊万·T·贝伦德声称，虽然波兰十月革命对东欧集团的后续影响可能存在争议，但它确为波兰人民共和国的最终垮台埋下了伏笔。
在中国，一些领导人认为波兰发生的事件与匈牙利的抗议活动表明了过分强调重工业，忽视民生的危险性。

## 延伸阅读
- Dallin, Alexander. "The Soviet Stake in Eastern Europe". Annals of the American Academy of Political and Social Science 317(1958): 138–145.
- "Excerpts from Gomulka's Speech to Central Committee of Polish Communists". New York Times, 21 October 1956: 28.
- Gruson, Sydney. "Soviet Leaders Rush to Poland to Demand Pro-Moscow Regime; Said to Post Troops at Warsaw". New York Times, 20 October 1956: 1.
- Kemp-Welch, Tony. "Dethroning Stalin: Poland 1956 and its Legacy". Europe-Asia Studies 58(2006): 1261–84.
- Kemp-Welch, Tony. "Khrushchev's 'Secret Speech' and Polish Politics: The Spring of 1956". Europe-Asia Studies 48(1996): 181–206.
- Zyzniewski, Stanley J. "The Soviet Economic Impact on Poland". American Slavic and East European Review 18(1959): 205–225.